# Массиф-дю-Зиама
Массиф-дю-Зиама — горный массив в Гвинее, охраняемый программой ЮНЕСКО «Человек и биосфера».

## Физико-географическая характеристика
Горный массив Зиама расположен в юго-восточной части страны, на границе с Либерией, и является частью Гвинейского высокогорья. В 40 км к северо-западу от него находится город Макента, а в 100 км к юго-востоку — Нзерекоре. Западнее массива, в Либерии, находятся горы Вонегизи.
Массив достигает в высоту 1387 метров над уровнем моря.
Годовое количество осадков — 1700—2000 мм.

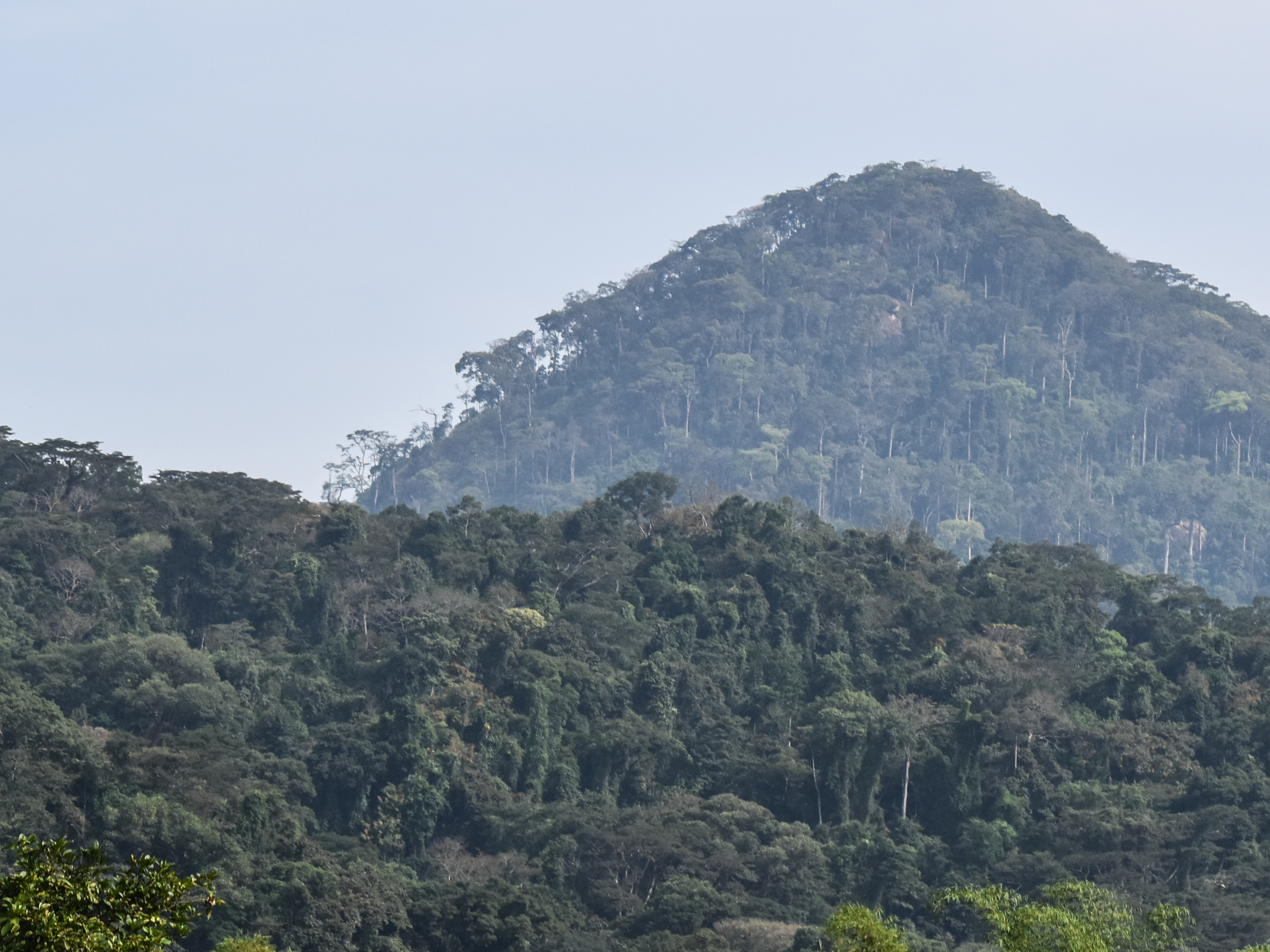
Ландшафт Массиф-дю-Зиама

## Флора и фауна
Исторически горный массив был покрыт лесами целиком, однако в настоящее время леса остались только на отдалённых вершинах в юго-западной его части, вдоль границы с Либерией. В коренном лесу произрастают такие виды деревьев как лофира крылатая (Lophira alata), Heritiera utilis и Morus mesozygia. Основными видами растений во вторичном лесу, расположенном ниже: в долинах, на равнинах и болотах — являются Pipadeniastrum africanum, Afzelia africana и Canarium schweinfurthii.
Регион привлекает внимание учёных разнообразной орнитофауной, представленной примерно тремястами видами птиц.

## Охрана природы и хозяйственное использование
Территория массива с 1980 года является биосферным резерватом и охраняется программой ЮНЕСКО «Человек и биосфера». В базе данных программы указаны следующие координаты объекта: 8°20′ с. ш. 09°20′ з. д.. Согласно концепции зонирования резерватов, общая площадь территории, составляющей 1161,7 км², разделена на три основные зоны: ядро (425,47 км²), буферную зону (272,33 км²) и зону сотрудничества (463,9 км²). В ядре резервата запрещены все виды хозяйственной деятельности, включая рубку леса и охоту, в остальных зонах разрешены отдельные виды деятельности, в частности, воспроизводство леса (лесоразведение), под которое отведено около 300 км² территории резервата, включая лесопитомники и пальмовые плантации.
По данным 1980 года, на территории резервата проживало около 29 тысяч человек.